# O Fantasma da Ópera (filme de 1925)
The Phantom of the Opera (bra/prt: O Fantasma da Ópera) é um filme mudo estadunidense de 1925, dos gêneros terror e drama,  dirigido por Rupert Julian e Edward Sedgwick, com roteiro de Elliott J. Clawson, Raymond L. Schrock, Richard Wallace e Tom Reed baseado no romance O Fantasma da Ópera, de Gaston Leroux.

## Sinopse
Depois de um acidente, Erik (Lon Chaney) um compositor tem seu rosto desfigurado. Traumatizado ele passa a viver se escondendo nos subsolos de Paris, assustando as pessoas. Ele conhece Christine (Mary Philbin), uma jovem cantora lírica, por quem se apaixona e seqüestra. O desfecho se dá quando o noivo de Christine vai ao seu encontro, juntamente com a polícia.

## Elenco
- Lon Chaney... Erik, O Fantasma
- Mary Philbin ... Christine Daae
- Norman Kerry ... visc. Raoul de Chagny
- Arthur Edmund Carewe ... Ledoux
- Gibson Gowland ... Simon Buquet
- John St. Polis ... conde Philip de Chagny
- Snitz Edwards ... Florine Papillon
- Mary Fabian ... Carlotta
- Virginia Pearson ... mãe da Carlotta
- Ruth Clifford ... bailarina

## Produção
Segundo o jornal Moving Picture World de 11 de outubro de 1924, a Universal Pictures teria enviado à França e à Alemanha o figurinista Charles Le Clerc para pesquisar o guarda-roupa usado na ópera Fausto, de Charles Gounod, apresentada na década de 1890, para compor o figurino de The Phantom of the Opera, a principal produção de 1925 do estúdio. Nesse ínterim, já era construído o cenário subterrâneo da ópera. A imprensa da época enfatizava que o diretor de arte e o cenógrafo se baseavam nos planos arquitetônicos da Ópera de Paris e em esquemas de produções de ópera obtidas na Universidade de Berlim, a fim de construir uma réplica ornamentada de aço e concreto.
The Phantom of the Opera estreou em 6 de setembro de 1925 no Astor Theatre, em Nova York, com a plateia lotada, incluindo espectadores europeus, conforme relatou o Motion Picture News de 19 de setembro de 1925. Eugene Conte, que se baseou no tema de Fausto, de Gounod, para a música de The Phantom of the Opera, conduziu a orquestra na estreia, que teve também apresentação da bailarina Albertina Rasch e do mágico Thurston.
Em dezembro de 1929, seria lançada uma versão parcialmente colorizada (em Technicolor) e sonorizada do filme. A atriz e cantora Mary Fabian fez a voz de Virginia Pearson como "Carlotta"; Lon Chaney, nos últimos estágios de câncer de garganta, não pôde fornecer sua própria voz e também precisou ser dublado. No ano seguinte, ele declararia ao New York Telegraph que estava processando a Universal Pictures porque não gostou da escolha do dublador.
Em 1943, o cenário deste filme seria usado no remake estrelado por Claude Rains.